# Jan van de Graaff
Jan van de Graaff   (Hengelo, 24 de setembre de 1944) és un remer neerlandès, ja retirat, que va competir durant la dècada de 1960.
El 1964 va prendre part en els Jocs Olímpics d'Estiu de Tòquio, on guanyà la medalla de bronze en la prova del quatre amb timoner del programa de rem. Formà equip amb Freek van de Graaff, Lex Mullink, Bobbie van de Graaff i Marius Klumperbeek. En el seu palmarès també destaca una medalla d'or al Campionat del Món de rem de 1966.